# Lago Naujan
O lago Naujan é um lago na ilha de Mindoro, nas Filipinas. É, em área, o quinto maior do país, e em torno dele situa-se o parque nacional do Lago Naujan.
O lago está delimitado pelas cidades de Naujan no norte, Victoria a oeste, Socorro, a sul, e Pola, a leste. É alimentado pelo ribeiro de Siguan. A saída principal do lago é o rio Lumangbayan. O monte Naujan situa-se a norte do lago.